# Judolidia kyushuensis
Judolidia kyushuensis là một loài bọ cánh cứng trong họ Cerambycidae.